# Wendell Alexis
Wendell Paul Alexis (Brooklyn, 31 luglio 1964) è un ex cestista e allenatore di pallacanestro statunitense.
Giocava sia come ala piccola che come ala grande ed è alto 2,05 metri. Ha vinto una Coppa Korać con il Real Madrid.

## Carriera
Dopo essersi laureato all'University of Syracuse, nel 1986 ha iniziato una lunga carriera europea, partita dalla Spagna. Nella Liga ACB, Alexis ha giocato con Fórum Valladolid e Real Madrid, vincendo la Coppa Korac e perdendo la finale del campionato 1988.
Dal 1988 al 1995 ha giocato tra Serie A1 e Serie A2, con Libertas Livorno, Mens Sana Siena, Pallacanestro Trapani e Viola Reggio Calabria. In questo periodo, è stato vicecampione d'Italia con Livorno ed MVP del campionato 1993-94. Nel 1993 ha prima fatto ritorno a Valladolid, per poi giocare un anno con il Maccabi Tel Aviv B.C., con cui ha vinto campionato e coppa d'Israele.
Dopo una fugace esperienza nel campionato francese, con il Levallois, Alexis si è stabilito in Germania, dove ha giocato con Alba Berlino e Mitteldeutscher Weißenfels. Ha anche disputato un campionato in Grecia, al Paok di Salonicco. Bronzo ai Mondiali di pallacanestro del 1998 con la nazionale Usa.

## Palmarès

### Giocatore

#### Squadra
- Campionato israeliano: 1

Maccabi Tel Aviv: 1993-94
- Campionato tedesco: 6

Alba Berlino: 1996-97, 1997-98, 1998-99, 1999-2000, 2000-01, 2001-02
- Coppa di Israele: 1

Maccabi Tel Aviv: 1993-94
- Coppa di Germania: 3

Alba Berlino: 1997, 1999, 2002
- Coppa Korać: 1

Real Madrid: 1987-88

#### Individuale
- Basketball-Bundesliga MVP: 4

Alba Berlino: 1996-97, 1997-98, 1999-2000, 2001-02